# オオツメクサ

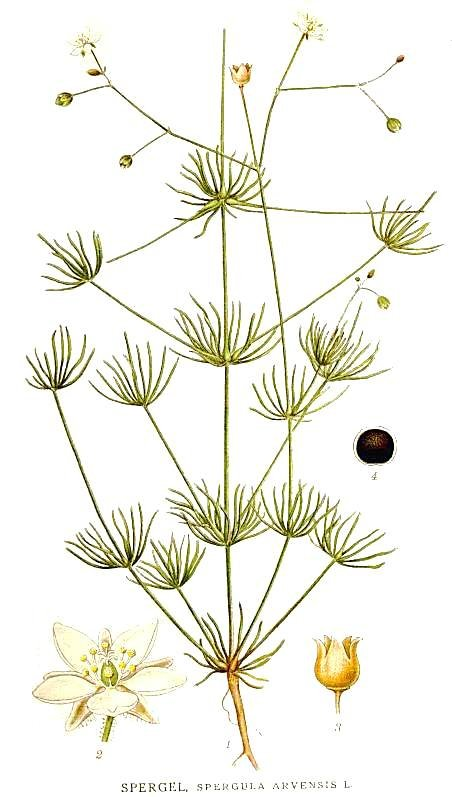
図版
リンドマンの"Bilder ur Nordens Flora"

オオツメクサ（学名: Spergula arvensis var. sativa、広義はSpergula arvensis）は、ヨーロッパ原産のナデシコ科オオツメクサ属の植物である。イギリスのモンゴメリーシャーの州花として知られる。カナダ西部では農業における雑草と見なされている。日本には、明治時代に渡来した。畑地や荒れ地、河川敷、休耕田に生える。

## 特徴
一年草、または二年草（越年草）。根際から分枝して株立ちになり、草丈は15 - 50センチメートル (cm) で、全体にまばらな腺毛がある。果時にはつる状に伸張し、長さ60 cmにもなる。葉や茎に生える腺毛は、上ほど多い。葉は糸状（線形）で、やや多肉であり、幅1ミリメートル (mm) で長さ1.5 - 4センチメートル (cm) になり、基部に白色膜状でへりに細かい歯がある托葉を2個つける。本来、葉は対生であるが、葉腋に短い無花枝を生じて節に次々と対生葉をつけ、各節に10 - 20個の葉が偽輪生する。
花期は6 - 8月。花序は茎の先端か枝の先端につき、まばらに小さな白い花をつける。花は、5枚の白色の花弁をもち、萼片とほぼ同じ長さ。雄ずいは10個で、花柱は5個になる。5枚の鈍頭の長卵形で長さ3 - 4 mmになる萼片をもつ。花柄は萼片とともに腺毛が多い。
果実（蒴果）は楕円形で、萼よりやや長く、下向きで5裂する。黒色の種子は直径1 - 1.3 mmの偏球形で、凸レンズ状にふくらんでおり、まわりにコルク質の狭いひれ（翼）が1周する。染色体数は、2 n=18。

## 分類
種子の大きさや毛の有無で以下の変種に分ける場合もある。
- 種子が無毛[3]。

オオツメクサ　Spergula arvensis L. var. sativa (Boenn.) Mert. et W.D.J.Koch
- 種子に白色の棒状突起毛がある[3][4]。

ノハラツメクサ　Spergula arvensis L. var. arvensis
- 種子の直径がほぼ2倍で、大きいもの[5][4]。

オオツメクサモドキ　Spergula arvensis L. var. maxima (Weihe) Mert. et W.D.J.Koch